# Alexis Loret
Alexis Loret (* 10. Januar 1975 in Saint-Lô, Basse-Normandie) ist ein französischer Schauspieler.

## Leben
Loret lernte Design an der Pariser École nationale supérieure des arts appliqués et des métiers d’art, in dieser Zeit arbeitete er auch als Model. Er debütierte als Schauspieler in der Fernsehserie La Philo selon Philippe, in derer fünf Folgen er in den Jahren 1995 und 1996 auftrat. Im Filmdrama Alice & Martin (1998) spielte er die Hauptrolle eines Jungen, der versehentlich seinen Vater tötet, nach Paris reist und dort eine Liebesbeziehung mit einer älteren Frau (Juliette Binoche) eingeht. Jeweils eine der größeren Rollen spielte er in der Komödie Unleaded (2000), im Film Gamer (2001) und im Filmdrama Toutes les nuits (2001). In der Komödie Just Visiting – Mit Vollgas in die Zukunft (2001) war er an der Seite von Jean Reno, Christina Applegate, Christian Clavier und Tara Reid zu sehen. Später übernahm er weitere größere Rollen, unter anderen im Horrorfilm Pakt der Druiden und im Filmdrama Marseille (2004).

## Filmografie (Auswahl)
- 1995–1996: La Philo selon Philippe (Fernsehserie)
- 1998: Alice & Martin (Alice et Martin)
- 2000: Le jour de grâce (Kurzfilm)
- 2000: Unleaded (Sans plomb)
- 2001: Gamer
- 2001: Toutes les nuits
- 2001: Just Visiting – Mit Vollgas in die Zukunft (Just Visiting)
- 2001: Backstage (Kurzfilm)
- 2001: Flucht nach Korsika (Les déracinés)
- 2002: Le nom du feu (Kurzfilm)
- 2002: Pakt der Druiden (Brocéliande)
- 2003: Le monde vivant
- 2003: The Assassinated Sun (Le soleil assassiné)
- 2004: Pierre et Jean
- 2004: Mariages!
- 2004: Marseille
- 2004: Le Pont des Arts
- 2006: Mademoiselle Gigi
- 2007: In der Glut der Sonne (UV)
- 2015: Im Gleichgewicht (En équilibre)
- 2016: Mit Siebzehn (Quand on a 17 ans)